# Carlo Bossoli

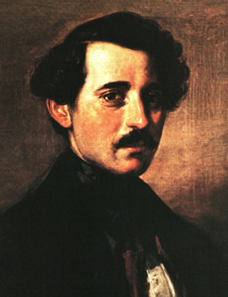
Autoritratto

Carlo Bossoli (Lugano, 6 dicembre 1815 – Torino, 1º agosto 1884) è stato un pittore e scenografo svizzero naturalizzato italiano.

## Biografia
Figlio di Pietro Bossoli di Soragno e di Maria Bernasconi di Bissone, visse fino al 1820 a Lugano, poi si trasferì a Odessa, città ucraina allora parte dell'Impero russo, dove apprese l'arte del disegno.
Quando aveva 11 anni, dopo aver studiato dai Padri Cappuccini, entrò presso un libraio antiquario. Dal 1828 fu assunto come aiutante di Nannini, pittore e scenografo, dal quale prese lezioni sia di pittura, sia di scenografia.

### Successo

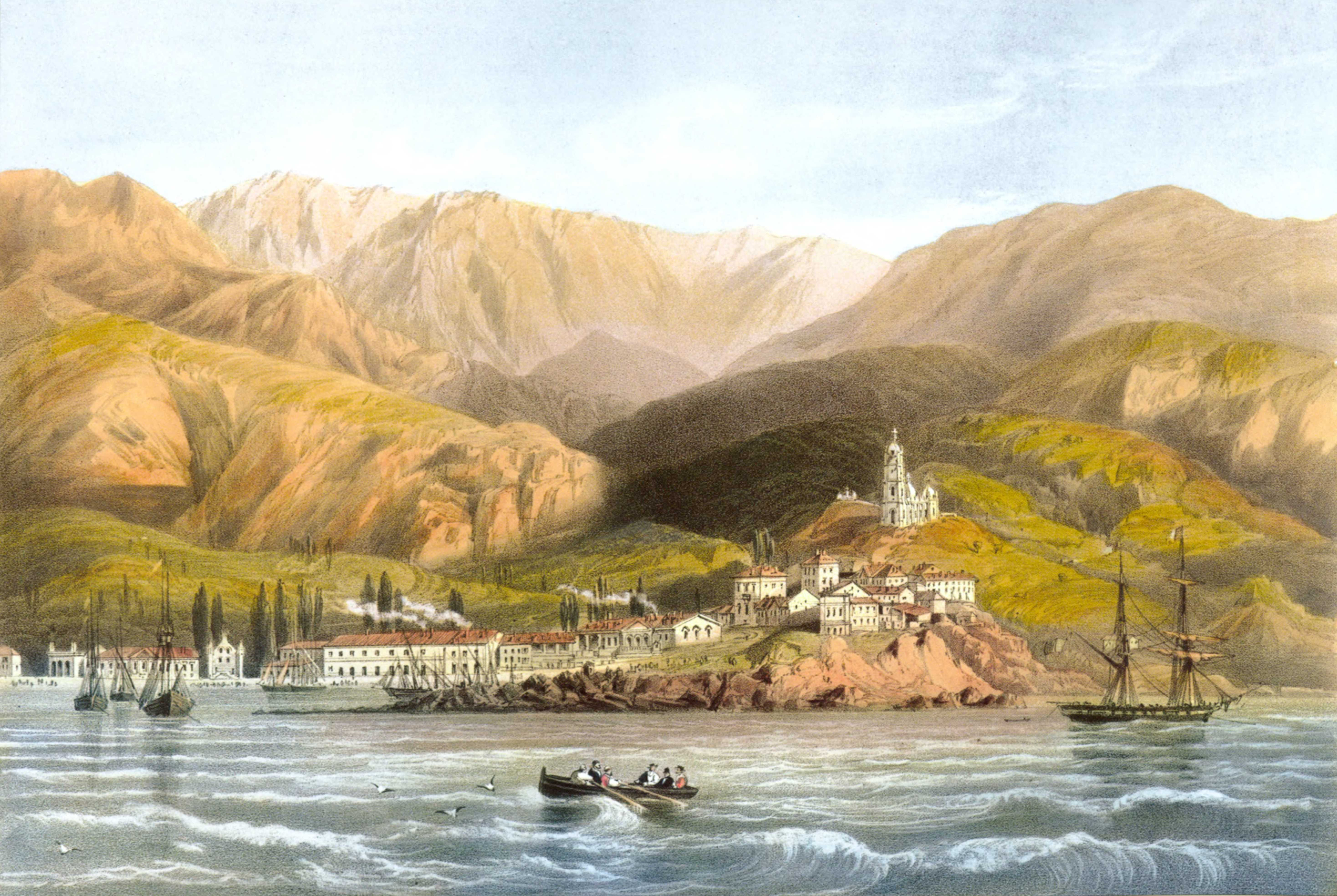
Carlo Bossoli, Yalta, 1856

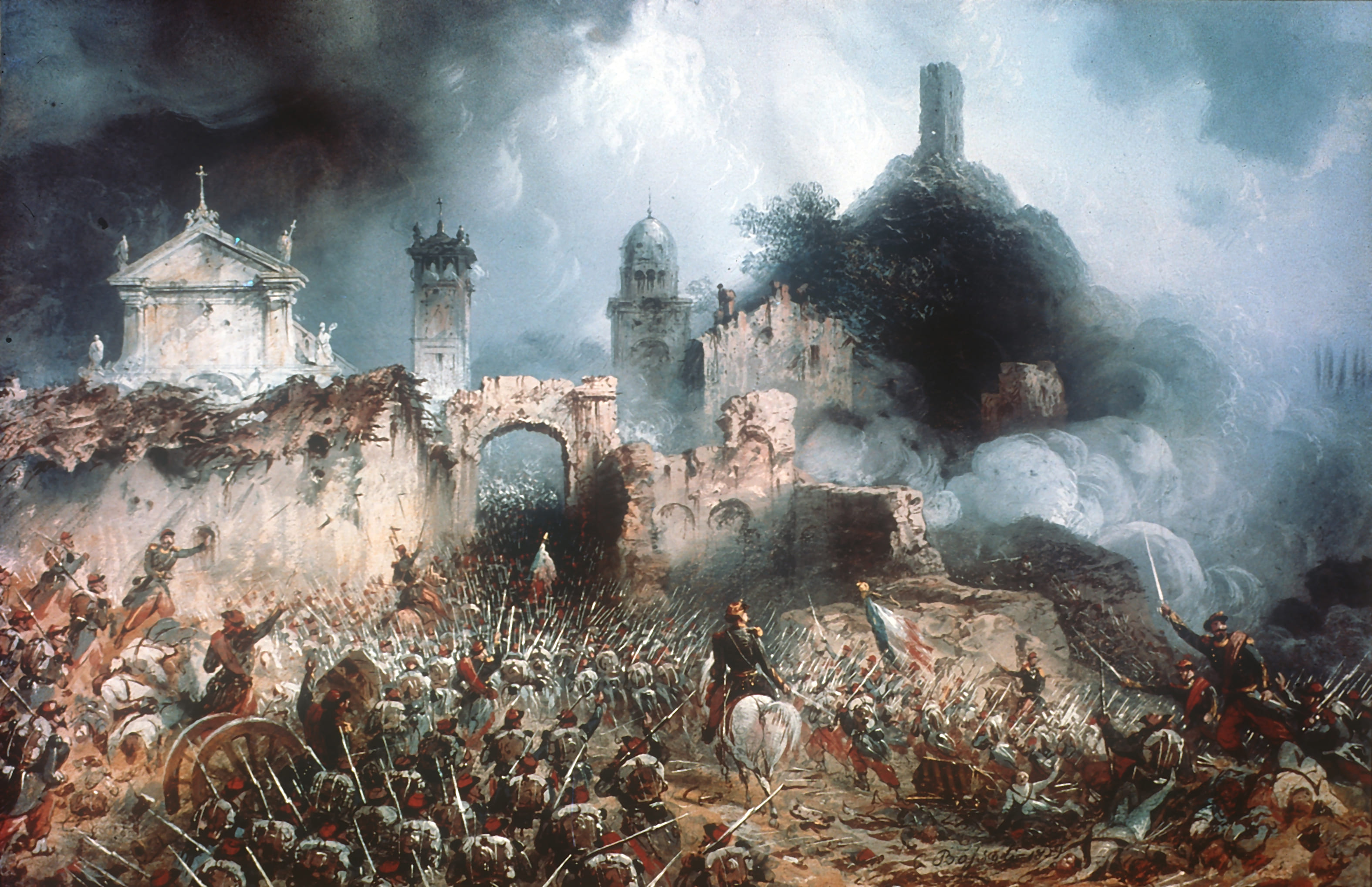
Bossoli, La battaglia di Solferino, dall'album The War in Italy, Day & Son, Londra, dicembre 1859

La Principessa Woronzow, che risiedeva ad Odessa, chiamò Bossoli perché voleva vedere le capacità dell'artista, rimanendone colpita. Grazie a questo Bossoli poté andare in Italia nel 1839, per affinare la sua preparazione; vi restò fino al 1840.
Soggiornò maggiormente a Napoli e Roma, dove era molto praticata la pittura a tempera e a guazzo. Negli anni successivi si riconosceranno le sue opere grazie ai colori vivaci e alle rappresentazioni scenografiche.
Nel 1840 tornò ad Odessa dove ebbe numerose commissioni: una delle più importanti fu quella del Principe Woronzow.

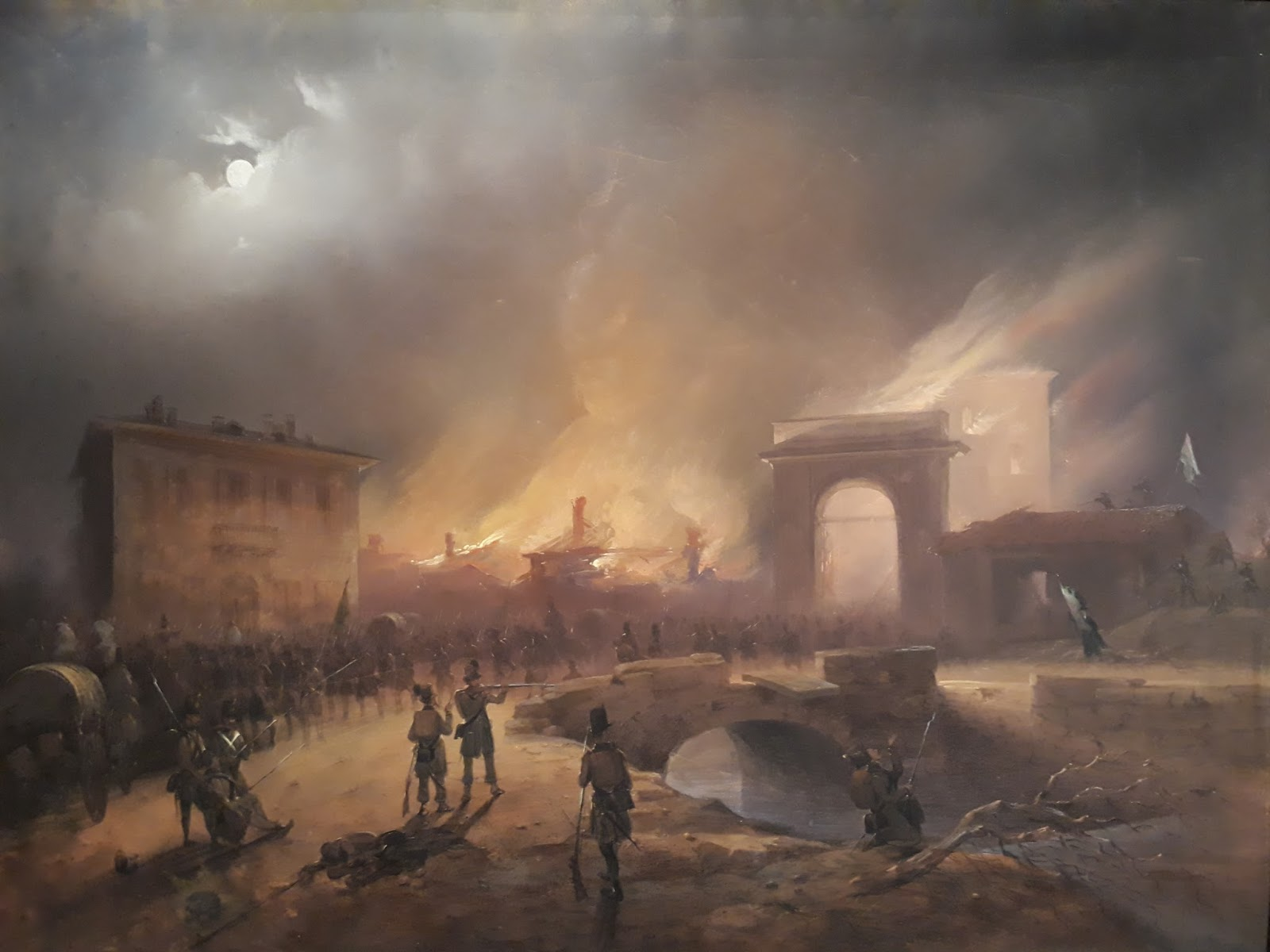
La ritirata degli austriaci dal dazio di Porta Tosa (oggi piazza Cinque Giornate) la notte del 22 marzo 1848

Nel 1843, mentre viveva con la madre ormai rimasta vedova, tornò in Italia, a Milano, dove apri un atelier, però col desiderio di ritornare a Lugano. Nel 1848, visto che la madre si era trasferita a Lugano, per un breve periodo vi si trasferì anche lui; nel 1849 la madre morì.
Nel 1853 a seguito della decisione del Governo austriaco, Bossoli dovette emigrare a Torino; l'anno dopo pubblicò l'album di quadri dal titolo Viewa od the Crimea, pubblicato dalla casa editrice Day di Londra.
Nel 1859 Bossoli ebbe l'incarico dall'editrice Day & Son di descrivere gli eventi della guerra franco piemontese: produsse quindi 40 litografie che furono riportate nel libro The War in Italy, uscito nel dicembre del 1859.
Raggiunse fama internazionale con i suoi dipinti rievocativi delle guerre risorgimentali. Il principe Eugenio di Savoia gli commissionò le famose 105 tempere dedicate alla guerra degli anni 1859, 1860 e 1861, che ancora oggi si possono vedere nel Museo del Risorgimento di Torino e nella Galleria d'Arte Moderna di Torino.
Dipinse inoltre per la Regina Vittoria.
Nel 1860 i Savoia gli diedero spazio per pubblicare tra 150 tempere e litografie.
Nel 1862 sempre lo stesso principe gli concesse la patente di Nostro pittore di storia.

### Matrimonio e morte
Un anno prima di morire si sposò con Adelaide Decarolis, una ragazza di 21 anni; si pensò che Adelaide sposasse Bossoli solo per denaro.
Morì il 1º agosto 1884 per attacco cardiaco a Torino; è sepolto a Lugano.
Una via gli è stata dedicata dal Comune di Torino, nel quartiere del Lingotto.